# Nie wieder Mallorca!
Nie wieder Mallorca! utkom 1999 och är den femte singeln av den tyska popduon De Plattfööt.

## Låtlista
1. Nie wieder Mallorca!
2. Holiday up`n Molli an de See
3. Ierst mol ganz langsam
4. Ja, so ein Hund...